# Stephen Shellen
Stephen Shellen, właśc. Stephen Schellenberg (ur. 17 czerwca 1957 w Victorii) – kanadyjski aktor telewizyjny i filmowy.

## Życiorys

### Wczesne lata
Urodził się w Victorii w Kolumbii Brytyjskiej jako jeden z dwóch synów Joyce i Johna Schellenbergów. Wychowywał się z bratem Janem (zm. w latach 70. w wieku 50 lat). Jego ojciec walczył podczas II wojny światowej w armii kanadyjskiej, a potem zmienił nazwisko na Shellen.
W szkole średniej grał w hokej. Przez pewien czas pracował jako drwal. Odniósł sukces w Anglii jako model. W Los Angeles brał lekcje aktorstwa pod kierunkiem Peggy Feury.

### Kariera
Wkrótce otrzymał pierwszą rolę filmową w komedii Wiosenna gorączka (Spring Fever, 1982). Od tamtej pory wystąpił w wielu kanadyjskich i amerykańskich produkcjach telewizyjnych i filmowych, m.in.: w komedii kryminalnej Włamywaczka (Burglar, 1987) z Whoopi Goldberg, Rzeka wspomnień (A River Runs Through It, 1992) w reżyserii Roberta Redforda, dramatycznej historii miłosnej Bodyguard (1992) z Whitney Houston i Kevinem Costnerem oraz filmie akcji 60 sekund (Gone in 60 Seconds, 2000) z Nicolasem Cage’em i Angeliną Jolie.
W serialu szpiegowskim Nikita (1997, 2001) z Petą Wilson zagrał w sześciu odcinkach jako detektyw Marco O’Brien.

## Życie prywatne
Stephen Shellenberger to także artysta malarz. Jego obrazy zostały pokazane i sprzedawane na różnych wystawach w Kanadzie, Stanach Zjednoczonych, Londynie i Paryżu. W filmie Vivid (1997) ujawnił swoje prace wcielając się w postać malarza.
Jest on również autorem książki Chaos-A Collection Of Mind Games.

## Filmografia

### Filmy fabularne
- 1982: Wiosenna gorączka (Spring Fever) jako Andy
- 1982]: Your Place... or Mine (TV) jako
- 1983: Podwójne życie (A Touch of Scandal, TV) jako Billy Podovsky
- 1984: Gimme an 'F' jako Tommy Hamilton
- 1984: Amazons (TV) jako Kevin
- 1985: Pomiędzy liniami wroga (Behind Enemy Lines, TV) jako porucznik David Holland
- 1985: List do trzech żon (A Letter to Three Wives, TV) jako Nicky
- 1986: Dzisiejsze dziewczyny (Modern Girls) jako Brad
- 1987: Amerykański gotyk (American Gothic) jako Paul
- 1987: Cameo by Night (TV) jako Larry Willard
- 1987: Ojczym (The Stepfather) jako Jim Ogilvie
- 1987: Włamywaczka (Burglar) jako Christopher Marshall
- 1988: Bestialski mord (Murder One) jako Wayne Coleman
- 1988: Swoboda seksualna? (Casual Sex?) jako Nick
- 1989: Rzeka przeklęta (Damned River) jako Ray
- 1990: Still Life jako Teddy Bullock
- 1991: Niebezpieczne piękno (Drop Dead Gorgeous, TV) jako Shelby Voit
- 1992: Bodyguard (The Bodyguard) jako Tom Winston
- 1992: Rzeka wspomnień (A River Runs Through It) jako Neal Burns
- 1993: Zakładniczka (April One) jako David Maltby
- 1994: Stare wygi (Greyhounds, TV) jako Evan Long
- 1994: Modelka (Model by Day, TV) jako Eddie Walker
- 1995: Rude jako Yankee
- 1995: Doktor Jekyll i panna Hyde (Dr. Jekyll and Ms. Hyde) jako Larry
- 1995: Nie ta kobieta (The Wrong Woman) jako Tom Henley
- 1995: Delikatny pocałunek śmierci (Deceptions II: Edge of Deception) jako porucznik Nick Gentry
- 1996: Wyścig ze złem (Lifeline, TV) jako Yank
- 1996: Komado Grom (Rolling Thunder) jako Hack Rollins
- 1997: Miesiąc miodowy (Honeymoon) jako Newman
- 1997: Vivid jako Cole Purvis
- 2000: 60 sekund (Gone in 60 Seconds) jako sprzedawca egzotycznych samochodów
- 2002: Autostrada (Highway) jako Clark Hayes
- 2005: Tornado (Nature Unleashed: Tornado) jako Ernie
- 2010: Territories jako Rick Brautigan

### Seriale TV
- 1984: Autostopowicz (The Hitchhiker) jako Eric Dunlap
- 1985: Żony Hollywood (Hollywood Wives) jako Randy
- 1986: Alfred Hitchcock przedstawia (Alfred Hitchcock Presents) jako Garson
- 1989: Booker jako Bill Bludworth
- 1989: Opowieści z krypty (Tales from the Crypt) jako Charles
- 1990: 21 Jump Street jako oficer Martin Wolf
- 1994: RoboCop jako Conrad Brock
- 1994: Prawo i porządek (Law & Order) jako Steve Martell
- 1994: Na południe (Due South) jako Eddie Beets
- 1995: Po tamtej stronie (The Outer Limits) jako Wayne Haas
- 1997: Nikita jako detektyw Marco O’Brien
- 2001: Nikita jako Marco O’Brien

### Gry komputerowe
- 2011: Deus Ex: Bunt Ludzkości (Deus Ex: Human Revolution) jako David Sarif (głos)